# Хьюлетт, Джейми
Дже́йми Хью́летт (англ. Jamie Hewlett, 3 апреля 1968) — британский художник комиксов и дизайнер. Создатель известных образов «Танкистки» (Tank Girl) и группы Gorillaz.

## Биография
Родился 3 апреля 1968 года в Хоршеме, Западный Суссекс. С детства любил рисовать, участвовал в выставках и конкурсах. Джейми Хьюлетт начал рисовать в возрасте семи лет, когда он посещал Королевскую Академию.
Во время учёбы в колледже вместе с двумя своими друзьями создал самиздат журнал «Atomtan». Благодаря чему был замечен Бреттом Ивинсом (Brett Ewins), который пригласил его после окончания колледжа в свой новый журнал «Deadline».
Журнал представлял собой смесь из комиксов, статей о музыке и культуре. Там впервые появляются стрипы Хьюлетта и Мартина о Танкистке — девушке-панке, разъезжающей на танке вместе со своим парнем кенгуру-мутантом. Стрип очень быстро стал самой обсуждаемой частью журнала. Необычный стиль Хьюлетта сделал его популярным и Джейми начали приглашать для создания обложек дисков музыкальных групп. Так же Джейми создал интерьер клуба The Factory (ныне не существует).
К 1992 году Хьюлетт стал значимым деятелем комикс-индустрии. К тому же одним из немногих, кому удалось прорваться в мейнстримовые СМИ. Совместно со сценаристом Питером Милигэном (Peter Milligan) была создана книга «Hewligan’s Haircut». Так же Джейми работал над обложками книг для крупнейшего американского издательства DC Comics.
В 1995 году был выпущен фильм Танкистка (Tank Girl) по мотивам комиксов Джейми Хьюлетта и Алэна Мартина. Лента была одинаково плохо встречена как кинокритиками, так и фанатами комикса, которые посчитали что в ней не был передан оригинальный дух комикса.
Джейми участвовал в создании магазина одежды секондхенд «49».
В 1996 году журнал «Deadline» был закрыт, так как не смог адаптироваться к изменившемуся рынку. Хьюлетт сконцентрировался на работе в сфере рекламы или теледизайна. Была создана серия «Get The Freebies», ежемесячно публиковавшаяся в фешн-журнале «The Face». Это Лондонские истории о подвигах парня по имени Терри Фу (Terry Phoo), гей-буддистского офицера правоохранительных органов, владеющего кунг-фу, и его помощнице Уайти Экшн (Whitey Action) — загадочной юной анархистке. Герои занимаются борьбой со злом в лице банды The Freebies. Отношения между Терри Фу и Уайти Экшн во многом напоминают историю Танкистки и её парня кенгуру-мутанта Буго.
В это время, расставшись со своей подругой, Джейми переехал к Дэймону Албарну (Damon Albarn), музыканту группы Blur. Благодаря этому событию у Джэйми и Дэймона рождается идея Gorillaz — первой в мире виртуальной музыкальной группы. Албарн занимался музыкальной частью проекта, а Хьюлетт разрабатывал графические образы. Первый сингл Gorillaz вышел в 2000 году, первый альбом в 2001.
В 2006 Джейми Хьюлетт назван дизайнером года.
В октябре 2006 Хьюлетт и Албарн анонсировали новый совместный проект — китайскую оперу Monkey: Journey To The West
В феврале 2008 комикс «Get The Freebies» был адаптирован каналом BBC для телесериала. Вышла пилотная серия.
Хьюлеттом и Албарном была создана серия анимационных роликов для телеканала BBC, представляющая олимпиаду в Пекине (2008). В роликах использовались образы из Monkey: Journey To The West.

## Предположения о тождественности с Бэнкси
В 2018 году британская газета «Metro» со ссылкой на неназванного судмедэксперта написала, что известный художник-граффитист «Бэнкси — это как раз Джейми Хьюлетт. В качестве доказательства газета предъявила тот факт, что в клипе Tomorrow Comes Today» Gorillaz появлялся трафарет, который использует Бэнкси, а фильм художника «Выход через сувенирную лавку» был создан компанией, принадлежащей Хьюлетту.